# هوبه النجد (السياني)

تعديل مصدري - تعديل

هوبه النجد محلة تابعة لقرية قابع، التابعة لعزلة عميد الخارج بمديرية السياني إحدى مديريات محافظة إب في الجمهورية اليمنية.، بلغ تعداد سكانها 67 حسب تعداد اليمن لعام 2004.